# Slasheur
Pour l’article ayant un titre homophone, voir Slasher.
Un slasheur (terme francisé de slasher), parfois surnommé « couteau suisse », est une personne qui exerce le slashing.
Le slashing est une tendance professionnelle où un individu exerce plusieurs métiers ou activités simultanément, souvent par choix, pour diversifier ses compétences et ses sources de revenus. Le terme provient du symbole « slash » (« / »), utilisé pour séparer les différentes fonctions dans une description professionnelle (par exemple : « boulanger / musicien »).
L'INSEE, dans son étude de l'emploi en 2022, consacre un chapitre à la pluriactivité, définissant les pluriactifs comme des personnes qui exercent plusieurs emplois à une même date , soit parce que, exclusivement salariés, ils ont plusieurs employeurs, soit parce qu’ils sont à la fois non salariés et salariés.

## Origine du terme
Le terme « slasher » a été popularisé en 2007 par Marci Alboher dans son livre One Person/Multiple Careers, où elle explore les carrières multiples au sein d'une même vie.

## Statistiques INSEE[6]
Fin 2021, 2,3 millions de personnes en France cumulaient plusieurs emplois, soit 7,7 % de l’ensemble des actifs. La majorité (environ 2/3) étaient exclusivement salariés, avec plusieurs employeurs, tandis que le reste combinait emploi salarié et activité non salariée.
La pluriactivité est particulièrement fréquente dans le secteur tertiaire, qui regroupe plus de 90 % des pluriactifs, surtout dans le tertiaire non marchand (10,4 % des actifs) contre 7,7 % dans le tertiaire marchand. Elle est aussi notable en agriculture (8 %), mais plus rare dans l’industrie (3,1 %) et la construction (3,2 %).
Les femmes représentent 61,8 % des pluriactifs, et sont plus souvent concernées que les hommes, notamment dans les secteurs très féminisés comme l’action sociale et l’enseignement.
Certains secteurs affichent des taux très élevés de pluriactivité : 52,6 % chez les salariés de particuliers-employeurs (souvent à temps réduit), 17,8 % dans l’action sociale, et 8,3 % dans l’enseignement. Les pluriactifs dans l’industrie ou la construction ont plus souvent un emploi secondaire dans un autre secteur.
Enfin, la pluriactivité a légèrement augmenté en 2021, après plusieurs années de recul, retrouvant presque son niveau de 2016.